# 31 Орла
31 Орла (31 Aquilae, сокращ. 31 Aql) — звезда в экваториальном созвездии Орла к северо-западу от Альтаира. 31 Орла является обозначением Флемстида, хотя у звезды также есть обозначение Байера — b Орла. Звезда имеет видимую звёздную величину +5.16m, и, согласно шкале Бортля, видна невооружённым глазом даже на засвеченном пригородном небе (англ. Bright suburban sky).
Из измерений параллакса, полученных во время миссии Hipparcos, известно, что звезда удалена примерно на 49,5 св. лет (5,18 пк) от Земли. Звезда наблюдается севернее 79° ю.ш, то есть видна практически на всей территории обитаемой Земли, за исключением южных полярных областей Антарктиды. Лучшее время для наблюдения — июль.
31 Орла движется гораздо быстрее относительно Солнца, чем остальные звёзды: её радиальная гелиоцентрическая скорость: −100 км/с, что в 10 раза быстрее скорости местных звёзд Галактического диска, а также это значит, что звезда приближается к Солнцу. Также это свидетельствует о том, что звезда является посетителем из другой части Галактики, вероятно, из центральной выпуклости, где существуют звёзды с высоким содержанием металла.
На данный момент звезда различными методами разрешается на пять компонент. При наименовании пяти компонент используют обозначения 31 Орла B, C, D, E и BС согласно конвенции, используемой Вашингтонским каталогом визуально-двойных звёзд (WDS) и принятой Международным астрономическим союзом (МАС), для обозначения звёздных систем.

## Свойства звезды
31 Орла — субгигант, спектрального класса G8IV, что указывает на то, что запасы водорода в её ядре подходят к концу и звезда превращается в гиганта. Звезда излучает энергию со своей внешней атмосферы при эффективной температуре около 5510 К, что придаёт ей характерный жёлто-белый цвет звезды позднего спектрального класса G.
Масса звезды насколько больше солнечной и составляет 1,16 {\displaystyle M_{\bigodot }}. Eё радиус почти в полтора раза больше радиуса Солнца и составляет 1,379 {\displaystyle R_{\bigodot }}. Также звезда в два раза ярче нашего Солнца, её светимость составляет 1,904 {\displaystyle L_{\bigodot }}. Для того чтобы планета, аналогичная нашей Земле, получала примерно столько же энергии, сколько она получает от Солнца, её надо было бы поместить на расстоянии 1,38 а.е., то есть примерно на половину расстояния, между Землёй и Марсом в Солнечной системе. Причём с такого расстояния, 31 Орла выглядела бы почти на 20 % меньше нашего Солнца, каким мы его видим с Земли — 0,39° (угловой диаметр нашего Солнца — 0,5°).
Звезда имеет поверхностную гравитацию 4,18 СГС или 151,36 м/с2, то есть значительно меньше, чем на Солнце (274,0 м/с2), что, по-видимому, может объясняться большой поверхностью звезды при не очень большой массе. Звезды, имеющие планеты, имеют тенденцию иметь большую металличность по сравнению Солнцем, и 31 Орла имеет более чем в два раза большее значение металличности: содержание железа в ней относительно водорода составляет 234 % от солнечного значения. Это также одна из странных звёзд, богатых металлами, чьё содержание железа (относительно водорода) очкнь высокое (по этому параметру звезда попадает в группу с несколькими другими звёздами, такими как Кси Кормы и Альфа Индейца). Другие элементы: кремний, магний, сера, углерод и кислород также весьма высоки. Таким образом, 31 Орла явно посетитель из другой части Галактики, так как металличность звёзд в нашей части Галактики более или менее (скорее менее) равна солнечной.
Возраст звезды, вероятно, такой же как и у NGC 188, т.е у самого старого из известных рассеянных звёздных скоплений, которое, по оценкам, составляет около 5 млрд. лет. Для своего возраста оно удивительно богато элементами, отличными от водорода или гелия, вопреки распространённым предположениям, что самые старые звезды должны быть бедными металлами.
31 Орла демонстрирует нерегулярную магнитную активность, которая, в отличие от 11-летнего солнечного цикла, не проявляет периодического поведения. Также во время наблюдений звезда демонстрирует переменность: во время наблюдений яркость звезды колеблется на несколько сотых величин, изменяясь в пределах от 5.10m до 5.19m, но также без какой-либо периодичности, тип переменной также не установлен.
Вокруг 31 Орла не было обнаружено какого-либо субзвёздного спутника. Команда обсерватории Мак-Доналд установила пределы присутствия одной или нескольких планет около 31 Орла с массами от 0,22 до 1,9 масс Юпитера и средними расстояниями от 0,05 до 5,2 астрономических единиц.

## История изучения кратности звезды
Тройственность звезды была открыта в 1852 году О. В. Струве (компоненты AB, AC и BC) и звезда вошла в научный оборот как STT 588. Затем в 1887 году в обсерватории Уошберна был открыт 4-й компонент звезды (AD). И наконец в 2001 году был открыт 5-й компонент звезды (AE). Согласно Вашингтонскому каталогу визуально-двойных звёзд, параметры этих компонентов приведены в таблице:
| Компонент | Год  | Количество измерений | Позиционный угол | Угловое расстояние | Видимая звёздная величина 1 компонента | Видимая звёздная величина 2 компонента |
| AB        | 1852 | 37                   | 41°              | 142.5″             | 5.16m                                  | 8.65m                                  |
| AB        | 1909 | 37                   | 335°             | 98.7″              | 5.16m                                  | 8.65m                                  |
| AB        | 2016 | 37                   | 282°             | 104.0″             | 5.16m                                  | 8.65m                                  |
| AС        | 1909 | 12                   | 322°             | 113.7″             | 5.16m                                  | 10.6m                                  |
| AС        | 1921 | 12                   | 316°             | 114.2″             | 5.16m                                  | 10.6m                                  |
| AС        | 2013 | 12                   | 280°             | 146.0″             | 5.16m                                  | 10.6m                                  |
| AD        | 1887 | 6                    | 122°             | 82.2″              | 5.16m                                  | 10.3m                                  |
| AD        | 2012 | 6                    | 189°             | 124.7″             | 5.16m                                  | 10.3m                                  |
| AE        | 2001 | 2                    | 298°             | 3.8″               | 5.16m                                  | 10.0m                                  |
| AE        | 2002 | 2                    | 288°             | 4.2″               | 5.16m                                  | 10.0m                                  |
| BС        | 1852 | 29                   | 247°             | 42.6″              | 8.65m                                  | 10.1m                                  |
| BС        | 1907 | 29                   | 254°             | 42.2″              | 8.65m                                  | 10.1m                                  |
| BС        | 2012 | 29                   | 268°             | 46.2″              | 8.65m                                  | 10.1m                                  |

Однако у звезды, похоже, нет спутников. Когда-то считалось, что у неё есть четыре тусклых звёздных компаньона 8-й и 10-й величины на расстоянии 104.0, 146.0, 124.7, 4.2 секунд дуги, а также пара BC, разделённая расстоянием в 46.2 секунд дуги. Однако измерения их движения показывают, что они движутся очень быстро, и, скорее всего, визуальные спутники не имеет гравитационной связи с 31 Орла, то есть звёзды просто находится на линии прямой видимости. Причём пара BC действительно может быть настоящей двойной звездой, но о ней мало что известно.

## Ближайшее окружение звезды
Следующие звёздные системы находятся на расстоянии в пределах 20 световых лет от звезды 31 Орла (включены только самая близкая звезда, самые яркие (<6,5m) и примечательные звёзды). Их спектральные классы приведены на фоне цвета этих классов (эти цвета взяты из названий спектральных типов и не соответствуют наблюдаемым цветам звёзд):
| Звезда        | Спектральный класс | Расстояние, св. лет |
| Глизе 763     | M0.5 IV            | 6,88                |
| Дельта Орла   | F8 IV              | 7, 70               |
| Бета Орла     | G8 IV              | 8,96                |
| HD 190007     | K4 V               | 12,16               |
| 15 Стрелы     | G1 IV              | 12,95               |
| Омикрон Орла  | F8 V               | 15,25               |
| HD 190360     | G8 IV-V            | 17,80               |
| 110 Геркулеса | F6 V               | 17,82               |
| GJ 758        | K0 V               | 18,49               |
| HD 189733     | G5 V-VI            | 18,88               |

Рядом со звездой, на расстоянии 20 световых лет, есть ещё порядка 15 красных, оранжевых карликов и жёлтых карликов спектрального класса G, K и M, а также 4 белых карлика которые в список не попали.